# Streetcleaner
Albums de Godflesh
Godflesh (EP)
(1988) Slavestate
(1991)
Streetcleaner est le deuxième enregistrement et le premier album studio du groupe britannique Godflesh, sorti le 13 novembre 1989, sur Earache Records.
Sa pochette est tirée du film Au-delà du réel.

## Contexte
Justin Broadrick a déclaré que le son de la boîte à rythmes a été fortement influencé par des artistes de hip-hop de la fin des années 1980, en particulier le battement sur Christbait Rising, à propos duquel Broadrick indique que « c'était ma tentative de copier un échantillon de rythme sur Microphone Fiend de Eric B. & Rakim ».

## Enregistrement
Streetcleaner est publié le 13 novembre 1989, par Earache Records. Il a été remasterisé et réédité le 21 juin 2010.

## Liste des titres
Toutes les chansons sont écrites et composées par Justin Broadrick et G. C. Green (sauf mention).
| No  | Titre                                            | Durée |
| --- | ------------------------------------------------ | ----- |
| 1.  | Like Rats                                        | 4:28  |
| 2.  | Christbait Rising                                | 7:00  |
| 3.  | Pulp                                             | 4:21  |
| 4.  | Dream Long Dead                                  | 5:22  |
| 5.  | Head Dirt                                        | 6:13  |
| 6.  | Devastator (Broadrick, Green, Paul Neville)      | 3:20  |
| 7.  | Mighty Trust Krusher (Broadrick, Green, Neville) | 5:26  |
| 8.  | Life Is Easy (Broadrick, Green, Neville)         | 4:53  |
| 9.  | Streetcleaner (Broadrick, Green, Neville)        | 6:50  |
| 10. | Locust Furnace                                   | 4:48  |
| 11. | Tiny Tears                                       | 3:24  |
| 12. | Wound                                            | 3:07  |
| 13. | Dead Head                                        | 4:07  |
| 14. | Suction                                          | 3:23  |

## Personnel
- G. Christian Green – basse, production
- Paul Neville – guitare (morceaux 6 à 10)
- Justin Broadrick – guitare, vocaux, production
- Machine – rythmes
- Pete Gault - ingénierie (morceaux 1 à 5)
- Ric Peet - ingénierie (morceaux 6 à 14)